# 海法区

海法區（紅色）在以色列的位置

海法区（希伯来语：‎）是以色列六个行政区（不計約旦河西岸）之一，面积864平方公里，首府海法。
2011年人口926,700，其中233,000（25.1%）是阿拉伯人，642,700（69.4%）是猶太人，其他51,000（5.5%）。以宗教信仰劃分，642,700（69.4%）是猶太人，192,300（20.8%）是穆斯林，24,300（2.6%）是德魯茲人，22,900（2.5%）是基督教徒，未分類44,400（4.8%）。